# Viktor But
Viktor Anatoljevitj But (ryska: Ви́ктор Анато́льевич Бут), född 13 januari 1967 nära Dusjanbe i Tadzjikiska SSR i Sovjetunionen, är en rysk före detta major i KGB och vapenhandlare, med smeknamnet "dödens handelsman".

## Verksamhet
But är misstänkt för att ha bistått talibanerna och al-Qaida med vapen och för att ha levererat stora laster med vapen till olika inbördeskrig i Afrika med sin egen privata flygflotta. Enligt Lee S. Wolosky är han "den mäktigaste brickan i spelet om illegal vapenhandel."
Rapporter framhäver att han också har opererat i Irak där han har använt sig av flyg- och transportbolagen Airline Transport, Air West, Aerocom, Samar Airlines och Transavia Export. But blev allmänt känd på 1990-talet då han anklagades för att ha beväpnat rebeller i Västafrika efter att en vapenvila hade mäklats fram. På den tiden ägde But flera flygbolag som till exempel Air Cess och Centrafrican som senare tvingades lägga ner av myndigheterna. But har även bistått regeringen Taylor innan den störtades i Liberia.
I maj 2006 försvann 200 000 AK-47:or under transport från Bosnien till Irak där ett av transportbolagen tillhörde But. Enligt tidningen Slobodna Bosna och författaren Douglas Farah är Hasan Čengić, den tidigare ställföreträdande premiärministern i Federationen Bosnien och Hercegovina, en av Buts affärspartner. Viktor But arresterades den 6 mars 2008 i Bangkok i Thailand, fem dagar efter det att den colombianska regeringen hade hittat en dator tillhörande Farc-gerillans ledare, alias "Raul Reyes", i en lägerplats i Ecuador. But var efterlyst av USA för att ha försökt sälja vapen till Farc-gerillan vilket Washington betraktar som en terroristorganisation.
But greps den 6 mars 2008 i Thailand av thailändsk polis i samarbete med amerikanska myndigheter och Interpol. Den 5 april 2012 dömdes han till 25 års fängelse i USA, samt böter på 15 miljoner dollar. Från juni 2012 till december 2022 hölls But i United States Penitentiary i Marion, innan han släpptes i ett fångutbyte med den amerikanska basketstjärnan Brittney Griner, som greps i februari 2022 på en flygplats i Moskva för innehav av cannabisolja.

## I populärkulturen
Yuri Orlov, Nicolas Cages karaktär i filmen Lord of War (2005) sägs vara delvis baserad på just Viktor But.
2007 publicerade Stephen Braun och Douglas Farah en bok om But: Merchant of Death: Money, Guns, Planes, and the Man Who Makes War Possible.
En dokumentär om But, The Notorious Mr. Bout, från Market Road Films och regisserad av Tony Gerber och Maxim Pozdorovkin, hade premiär på Sundance Film Festival 2014.